# Primera Iglesia Bautista (Eden, Carolina del Norte)

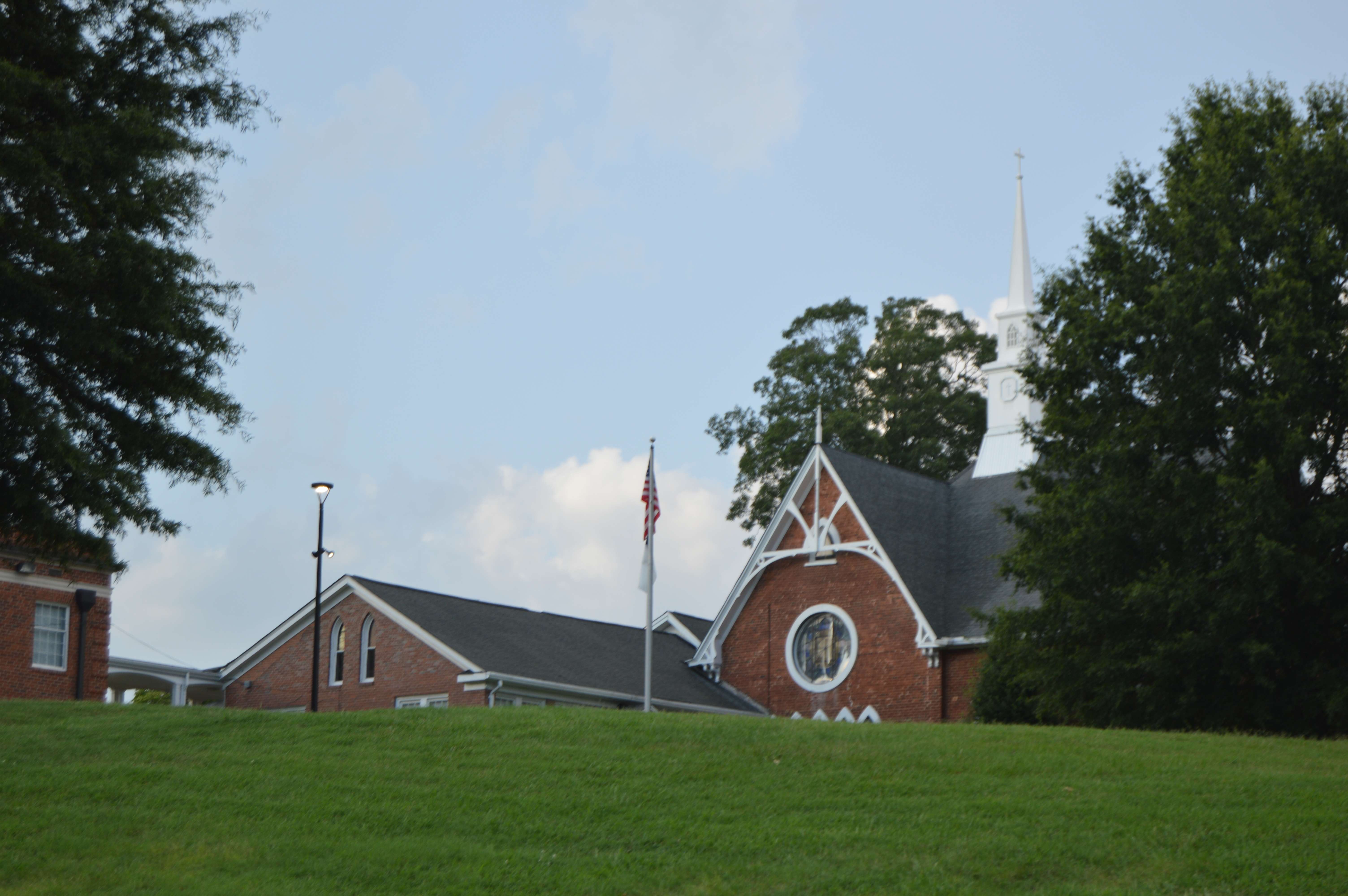
Foto de la Fachada

La Primera Iglesia Bautista (anteriormente conocida como Iglesia Bautista de Leaksville) es una histórica iglesia bautista emplazada en la Calle Greenwood 538, en Eden, en el condado de Rockingham, Carolina del Norte. Fue  construida en 1886 en el clásico estilo de ladrillos de la arquitectura neogótica con un tejado a cuatro aguas. Presenta ventanas de lanceta y un campanario gótico de madera. Se le añadieron dos modificaciones en estilo neocolonial británico en 1934 y 1937.
Fue añadida al Registro Nacional de Lugares Históricos en 1989.